# Национально-культурное объединение белорусских татар «Зикр-уль-Китаб»
Национально-культурное объединение белорусских татар «Зикр-уль-Китаб» (бел. Беларускае грамадзкае аб’яднаньне татараў «Зікр уль-Кітаб») — добровольная общественная организация проживающих в Белоруссии татар. Основана 23 июня 1991 года на учредительном съезде в Ивье Гродненской области и первоначально именовалась как «Белорусское объединение татар-мусульман «Аль-Китаб»», а с 2001 года носит современное название.
Действует в соответствии с существующим законодательством и принятым Уставом. Основные направления деятельности заключаются в пробуждении исторического и патриотического сознания белорусских татар, изучении истории ислама и гражданского общество и возрождении татарских традиций, культуры и письменности на основе арабской графики. С 1991 по 2002 года издавались журналы «Байрам» на белорусском и «Аль-Ислам» на русском языке.
Объединение «Зикр-уль-Китаб» имеет библиотеку, видеотеку во временном помещении на территории мечети в Минске, которая сейчас восстанавливается. Школы выходного дня, в которых изучаются арабский язык, история и культура татар Беларуси, созданы в Минске, Смиловичах, Новогрудке, Слониме, Ивье, Ошмянах, Молодечно.